# チンパンジー
チンパンジー（Pan troglodytes）は、哺乳綱霊長目ヒト科チンパンジー属に分類される類人猿。

## 分布
アンゴラ、ウガンダ、ガーナ、ガボン、カメルーン、ギニア、ギニアビサウ、コートジボワール、コンゴ共和国、コンゴ民主共和国、シエラレオネ、赤道ギニア、セネガル、タンザニア、ナイジェリア、ブルンジ、マリ共和国、南スーダン、リベリア、ルワンダ。トーゴ、ブルキナファソ、ベナンでは絶滅したと考えられている。

## 形態
頭胴長（体長）オス85センチメートル、メス77.5センチメートル。体重オス40 - 60キログラム、メス32 - 47キログラム。全身の毛衣は黒く、顎の毛衣は白い。脳容積は397ミリリットル前後である。
顔は黒やペールオレンジ色。成長に伴い額がはげ上がり（オスで顕著）、顔が黒ずむ。

## 分類
種小名 troglodytes はギリシャ語の「穴居人」に由来し、転じて「原人」の意。
ミトコンドリアDNAの全塩基配列の解析では487万年前±23万年にチンパンジー亜族とヒト亜族が分岐したとされる。
国際チンパンジー22番染色体解読コンソーシアム（The International Chimpanzee Chromosome 22 Consortium、理化学研究所なども参加）によってチンパンジーの第22番染色体がほぼ完全に解読され、これに対応するヒトの第21番染色体の比較が報告されている。その報告によると、DNAレベルの比較では、ヒトとチンパンジーの間で1.44%の一塩基置換（点突然変異）とそれに加えて68,000箇所の配列の挿入または欠失が生じていた。翻訳される231種類のタンパク質について比較したところ、83%でアミノ酸レベルの変化が生じていた。
また、別の研究では2005年にチンパンジーの全ゲノムのドラフト配列が解読され、ヒトとの比較が報告されている。その報告では、DNAレベルではおよそ3500万(1.23%)の一塩基置換と500万箇所の配列の挿入または欠失が生じていた。タンパク質について比較したところ、ヒトとチンパンジーの典型的な相同タンパク質は極めて類似しており、平均でわずか2アミノ酸しか違いがなく、比較した相同タンパク質のおよそ30%は同一だった。なお、上述の22番染色体の研究の書き方に合わせるならば、およそ70%でアミノ酸レベルの変化が生じていることになる。
チンパンジーとヒトのDNAの違いは1-4%程度との報告がある。上記の報告でもDNAについてはその範囲に収まる。それと比べて、「7-8割のタンパクに違いがある」と聞くとタンパクレベルでは相違が大きいような印象を受けるが、前述の全ゲノムのドラフト配列の論文において「非常に類似しており平均でわずか2アミノ酸しか違いがない」と言及されているように、それぞれのタンパクの違いは小さいことがありうるため、一概にタンパクレベルで相違が大きいとは言えないことに注意が必要である。
亜種ニシチンパンジーは160万年前に他亜種と分岐したと考えられ、遺伝的距離が大きいとされる。
以下の分類・英名はIUCN(2016)に、分布は亜種 P. t. ellioti を除いて橋本(2017)に従う。
Pan troglodytes troglodytes (Blumenbach, 1799) チェゴチンパンジー、ツェゴチンパンジー、チュウオウチンパンジー Central chimpanzee
アンゴラ北部、ガボン、カメルーン南東部、コンゴ共和国、コンゴ民主共和国、赤道ギニア（大陸部）、中央アフリカ共和国
胴体や四肢の皮膚が黒い。成長に伴う、額のはげ上がりが顕著。成長に伴い顔に黒い斑点が入り、顔全体が黒くなる。
Pan troglodytes ellioti (Matschie, 1914) ナイジェリアチンパンジー Nigeria-Cameroon chimpanzee
カメルーン、ナイジェリア
1997年にミトコンドリアDNAコントロール領域の分子系統推定から、カメルーンとナイジェリアの国境周辺の個体群に対しシノニムとされていた P. vellerosus を復活させて亜種とする説が提唱された。P. t. vellerosus の模式標本の産地はカメルーン山とされていたが、後の調査から模式標本の採集人がカメルーンを訪れておらずガボンを訪れていたことが判明した。そのため P. t. vellerosus の模式標本となった個体はガボン産で、基亜種のシノニムとする説が提唱された。これにともないカメルーンとナイジェリアの国境周辺の亜種は未記載の亜種となったが、2008年にこれらに対応した学名として P. t. ellioti をあてる説が提唱された。
Pan troglodytes schweinfurthii (Giglioli, 1872) ケナガチンパンジー、ヒガシチンパンジー Eastern chimpanzee
ウガンダ西部、コンゴ民主共和国北部および東部、タンザニア西部、中央アフリカ共和国東部、ブルンジ、南スーダン南西部、ルワンダ
胴体や四肢の皮膚が赤褐色。体毛が長く、顔が細長い。成長に伴い顔が赤褐色になり、顔全体が灰黒色になる。
Pan troglodytes verus Schwartz, 1934 ニシチンパンジー、マスクチンパンジー Western chimpanzee
ガーナ、ギニア、ギニアビサウ、コートジボワール、シエラレオネ、セネガル南部、マリ共和国南西部、リベリア
成長に伴い顔上部が蝶状に黒くなり、顔全体が黒くなる。
コリン・グローヴズは、ブルンジ、ルワンダ、タンザニア、ウガンダの個体群がケナガチンパンジー（ヒガシチンパンジー）と異なる亜種 Pan troglodytes marungensis であると主張している。

## 生態
熱帯雨林から山地林・サバンナなどに生息する。樹上棲だが、地表では前肢の指関節外側を接地して四足歩行（ナックルウォーク）する。昼行性。夜間になると樹上に日ごとに新しく寝床を作って休むが、同じ寝床を再利用したり地表に寝床を作ることもある。10 - 20平方キロメートルの行動圏内で生活するが、乾燥した地域では行動圏が数百平方キロメートルに達することもある。
複数の雌雄が含まれる19 - 106頭の群れを形成し、群れは集合離散を繰り返す。オスは産まれた群れに留まる傾向が強いが、性成熟したメスは産まれた群れを離れて別の群れに移籍することが多い。
群れ間の関係は敵対的で、血縁関係のあるオスが協力して他の群れの行動圏にのりこみ殺し合いになることもある。子殺しも報告されており、オスの幼獣が殺されることが多く殺された幼獣は同じ群れのメンバーによって食べられてしまう。
蟻塚に棒を差込みシロアリを捕食する、石や倒木を使って堅い果実の殻を割る、木の葉を使って樹洞に溜まった水を飲む、木の葉を噛みちぎる音を使って求愛するなど様々な用途で道具を使う。これらの道具および行動には地域変異があり、文化的行動と考えられている。一例としてコンゴ共和国でのカメラトラップ法による調査では、穴を空けるための棒と釣るための棒を用いてシロアリを捕食する・雨避けに葉を用いるなど、22種類にわたる道具の使用が報告されている。セネガルでは棒を使って、ショウガラゴ類を狩った複数の観察例もある（22例のうち1例のみで狩りに成功している）。たとえば、ウガンダの森に棲むものは、日常的に木の枝を使ってサスライアリなどを捕食することが報告されている。
西アフリカや中央アフリカなど大型肉食獣による捕食の脅威がある地域では、捕食者に対抗するため、協力行動が発展し社会構造にも影響するとの説がある。2013年には東アフリカでもヒョウによるチンパンジーの捕食が初めて確認された。
食性は雑食で、主に果実を食べるが種子、花、葉、樹皮、蜂蜜、昆虫、イノシシ類・サル・ダイカー類・ハイラックス類・リス類などの小型から中型哺乳類なども食べる。サルをオスが集団で協力して、狩猟することもある。食物を分配することがあり、特に肉は分配されることが多い。母子間では食物分配がよく見られる。捕食者として前述したヒョウが挙げられ、ライオンやワニ類に捕食された例もある。
繁殖様式は胎生。野生下での妊娠期間は207 - 259日、飼育下では202 - 261日という報告例がある。生後8 - 11年で性成熟し、生後14 - 15年で初産を迎える。生後10年以下で産むこともあるが、メスが別の群れに移籍することから通常は性成熟から初産までに間隔がある。日本での飼育下の長寿例として2019年時点では、神戸市立王子動物園で飼育され推定69歳で死亡したジョニーによる記録がある。

### 社会・行動・文化
普段は、主に母子関係やオス間の同盟を元に構成される小さい集団（パーティ）に分かれて遊動する。特定のオスメス関係にもとづいた繁殖はせず、雌雄ともに複数の異性と交尾をする。そのため、産まれてくる子の父親は明らかでない。メスは成長すると出自群を出て他の集団に移動して繁殖する。これにより近親交配の回避をしていると考えられている。しかし第一子を出自群で生む例や、子供を連れた群間の移籍例など、例外も知られている。
チンパンジーには笑いがある。くすぐったり、追いかけ合ったりして笑い声を出す。ただし、テレビ番組でチンパンジーが芸などを披露する際、歯を見せて笑っているように見えることがあるが、これは英語で「グリマス」 (grimace) と称される表情であり、チンパンジーが恐がっている時の顔である。
チンパンジーは乱婚で、優位のオスに交尾の機会が多いが、野生では下位のチンパンジーが「かけおち」することが観察されている。草陰に隠れていた気の弱いオスのところに、いつのまにか一頭の発情中のメスが寄り添っている。そして、一日、長い時は一週間以上も群れの中心から離れて遊動範囲の周縁へと「かけおち」する。時には、オスに手荒に叩かれたりしながらしぶしぶ「かけおち」するペアもいる。ニホンザルのDNA解析から、ボスよりも下位のオスの子孫の方が多かったという研究結果があることから、チンパンジーも同じようなことが予想されるが、まだ報告はされていない。交尾は一回10秒程度でメスの排卵日に一日5、6回し、オスは毛づくろいで機嫌をとるが交尾後は毛づくろいをしない。
チンパンジーは道具使用や挨拶行動を含め、さまざまな文化的行動が報告されてきたが、1999年のホワイテンらの論文以降2000年代急増している。ホワイテンらが取り扱った文化的行動は物の操作に関するものが多い。
ここで使われている「文化」の定義は、ある行動レパートリーが集団の多くのメンバーによって共有され、世代から世代へと社会的に情報が伝達される現象ということである。行動レパートリーのうち、社会的学習によって伝播または伝承され、なおかつ地域間の行動上の差異が単に生態的要因の差異によるものではないものを指している。

#### 群れの順位と群れ同士の争い
群れ内の個体間には順位差があり、とくにオス間には順位を巡った争いがあることが知られる。野生下・飼育下共にオス間での連合の形成が見られる。
チンパンジーの特筆すべき習性として「子殺し」がある。子殺しによって、他のオスの血統を減らし、自らの遺伝子をより多く残す繁殖戦略であるという説もあるが、ライオンなどの子殺しと違ってどの子が自分の血を引いていないか明確でなく、この習性がチンパンジーの社会でどのような役割を果しているのかはよく分かっていない。
集団から離れて一頭でいるところを数頭で狙うことが多く、オスの約30パーセントが群れ同士の戦いで死んでいる。単位集団内のオス、メスの比が出生時は1：1であるのに対し成獣では1：2に偏っているのは、ここに一因があると考えられる。同属別種のボノボのオス、メス比が1：1であるのと比べると特筆されるべきことである。
ゴンベ渓流国立公園では、1974年7月から1978年6月までゴンべ・チンパンジー同士の戦争（four-year conflict とも呼ばれる）が行われ、カサケラ・チンパンジーの群れによってカハマの群れにいたオスは全滅して併合された。

#### 知能
チンパンジーは極めて知能が高く、訓練によって簡単な言語を習得できる。習得する言語には一般に図形文字が用いられ、「抽象的な記号と単語を理解して、その上で短い文章を作り、相手に伝えることができる」。じゃんけんも理解することができ人間の4歳児程度の知能を有するとされる。また、人間の代わりにチンパンジーは宇宙にも行った。1961年の米国のロケットに乗った「ハム」や「エノス」の活躍が知られている。彼らは重力実験や簡単なボタン操作の訓練を受けた後に宇宙へと送り出され、生物が宇宙空間でも行動可能なことを実証した。知能の高さゆえの脱走事故も多く、1989年には京都大学霊長類研究所のアイとアキラが檻の鍵を開けて脱走する事故があった。それまで鍵を使用したことは無かったが、人間が使用するのを見て使い方を理解していた。その際にオランウータンも逃がしてやったが、これは義侠心などではなく愉快犯的な思考であったという。

## 人間との関係
名前はコンゴの方言、基亜種の名前チェゴは生息地での本種の呼称に由来する。
森林伐採や開発による生息地の破壊、食用やペットにするための密猟、内戦による混乱などにより生息数は減少している。エボラ出血熱、急性灰白髄炎や呼吸器系の疾患などによっても生息数が減少している。一方、生息地でのチンパンジーの保護も行われ、人為的な保護区（保護施設）が作られている。1975年のワシントン条約発効時にはワシントン条約附属書IIに掲載され、1977年にはチンパンジー属単位でワシントン条約附属書Iに掲載されている。
P. t. verus
CRITICALLY ENDANGERED (IUCN Red List Ver. 3.1 (2001))

P. t. troglodytes、P. t. ellioti、P. t. schweinfurthii
ENDANGERED (IUCN Red List Ver. 3.1 (2001))

日本では1921年に、イタリアのサーカス団によって渡来したのが初めての記録とされる。1926年に動物商により2頭が渡来し、そのうち1頭が1927年に大阪市天王寺動物園で初めて飼育された（太郎）。聞き取り調査や個体登録簿・飼育日誌などの文献調査から第二次世界大戦以前（1945年以前）は28頭（サーカスなど一時的ではなく飼育用に渡来したのは21頭）が飼育されていたと推定され、産地から主に亜種ケナガチンパンジーが輸入されていたと推定されている。7頭は1年以内、9頭は5年以内に死亡し、1945年までに東山動物公園で飼育されていたバンブー（1955年に推定年齢14歳で死亡）を除いて死亡している。1940年に繁殖例があるが死産となり、出産したメスも1941年に死亡している。2019年に発表された大型類人猿ネットワークの1921 - 2018年までに飼育された821個体のデータから、日本で産まれた幼獣の生存年数の期待値（平均寿命）は28.3年とされる。生後1年まで生存した個体であれば34.6年、成熟する生後12年まで生存した個体であれば約40年（オス41.5年、メス39.2年）までは生存できるという期待値が挙げられている。1962年に福岡市動植物園が初めて飼育下繁殖、1982年に京都大学霊長類研究所が人工授精（動物園では1985年に恩賜上野動物園）、1998年に広島市安佐動物公園が死亡したオスの冷凍精子を用いた人工授精に成功した。
チンパンジーは人間に近いため、動物実験によく用いられた。ポリオや、A型肝炎、B型肝炎のワクチン開発などに役立った。もっとも多くのチンパンジーを飼育したのは米国である。しかし、20世紀の終わりごろから、チンパンジーを用いた動物実験は極力避けるべきだとの風潮が高まり、21世紀になると、動物実験用のチンパンジーの飼育頭数が徐々に減っていき、米国でさえ、C型肝炎のワクチン開発と、がん性腫瘍の治療法開発に限って実験を行う方向に大きく舵を切った。動物実験から引退したチンパンジーは、野生復帰は難しいため、人為的な保護区で余生を送っている。
アメリカの弁護士であり「非人間権利プロジェクト（Nonhuman Rights Project）」の代表も務めるスティーヴ・ワイズが「もし自分の好きなように人生を送ることができるだけの認知能力があるなら、そうする権利をもつべきです。どのような種に属しているかはまったく重要ではないはずです」という主張から彼が世話しているアメリカ在住の4匹のチンパンジーに「人」として法的人格が認められる権利を求めてアメリカの3つの裁判所で3つの訴訟を起こしたという事例も存在し、現在上告することを発表している。ワイズは自身の主張を裏付けるために9人の専門家の協力を得て「チンパンジーの認知能力について今日知ることのできるすべての知識をまとめた200ページの文書」を用意し、その9人の専門家も法廷で証人を務める予定である。

### 危険性
成獣のオスは、他の群れのチンパンジーを襲って殺すことがあるほど獰猛で攻撃的な一面を持っているため、猛獣と認識されている。腕力が強く、車のフロントガラスを素手で叩き割ることができると言われる。成獣の握力は200kgと推定され、一部の説では300kg以上に達するとするものもある。
飼育下において人間が襲われる事例も報告されており、2009年にはアメリカで、CM出演などの経歴を持った「トラビス」（14歳のオス）が飼い主の知人女性を襲い、警官に射殺される事件がおこった。襲われた女性は鼻、唇、まぶたや手の指を失い重体となった。同年ドイツのベルリン動物園でも、餌を与えていた館長が「ペドロ」（28歳のオス、群れのボス）に右手人差し指を噛み切られる事故が発生。日本でも2012年に、テレビ番組への出演で人気となった「パンくん」（10歳のオス）が、飼育研修生を襲い2週間の怪我を負わせるという事故があった。2006年シエラレオネにおいて、人間の飼育下にあった「ブルーノ」が群れを連れて脱走し、1人の人間を残虐な方法で殺害し、4人に重軽傷を負わせた事例もある。
動物園で檻や柵があっても石や糞を投げてくることがあるため、一般の来園者にも危険性はある。2010年台湾・高雄市の寿山動物園で、チンパンジーの群れに向かってターザンの真似をして大声で叫んで騒ぎたてた高校生の一団に対して、ボスの「莉忠」が激怒して石を投げ付け、間を隔てていた強化ガラスを割ったケースがある。ただし身体の構造上投擲能力においては人間より劣り、チンパンジーはせいぜい初速30(㎞/h)でしか物を投げることができず、到達距離は5-6mに過ぎない。
歌手のマイケル・ジャクソンは「バブルス」と名付けたチンパンジーをペットとして愛玩していた。しかしバブルスの成長に伴って個人宅での飼育は危険と助言され、マイケルはバブルスを手放し専用の飼育施設で余生を送らせた。
日本ではパン属（チンパンジー属）単位で、特定動物に指定されている。

### チンパンジーの施設からの脱走事件
チンパンジーの脱走は他の動物の場合とは異なり、人間の設置した隔離設備を知的に計画的に突破するもので人間とチンパンジーとの知恵比べとなり、現実にはその防止は非常に困難である。動物園では様々な防止策を講じているにもかかわらず脱走事件は近年になっても頻発しており、宮崎市フェニックス自然動物園(2019年)、札幌市円山動物園(2018年)、仙台市八木山動物公園(2016年)等があるが、現在のところ国内ではブルーノ (前述)のような重大な獣害事件には発展していない。2014年には米国ミズーリ州のカンザスシティー動物園で、樹木の枝を折って壁に立てかけ、梯子代わりに使って壁を乗り越えた事故も発生している。ここで留意すべきことは京都大学霊長類研究所のような霊長類に関する高度な専門知識を有する職員に管理された、霊長類を専用に収容する目的で設計された国立の研究機関の施設でも脱走事件(1986年)が起こっていることである。

### 動物福祉
チンパンジーはテレビ等で商業利用されるケースがあるが、不適切な画像利用が霊長類の動物福祉と保全に負の結果がもたらされる可能性があることから、2021年に、国際自然保護連合(IUCN)は「霊長類に関する適切な画像配信のためのガイドライン」を発表した。同ガイドラインでは、人が霊長類の近くにいたり、抱いていたりする画像を使用することを再考すべきであること、またその理由が記されている。
飼育下では、幼少期に親からの学習機会の有無で、ベッド作りなどの生活様式のスキルに個体差が出ることが判明しており、展示場に適切な道具を用意して相伝環境を整える必要がある。また飼育下で育った雄は成人後も雄同士で遊ぶなど温和な性格になる傾向があるが、雌を巡る喧嘩で負傷するリスクもあるため、可能な限り展示場は広いスペースを確保することが求められる。また近年では、注射による投薬治療に対応するため、飼育個体と飼育員との信頼関係の構築が不可欠となっている。

## 画像

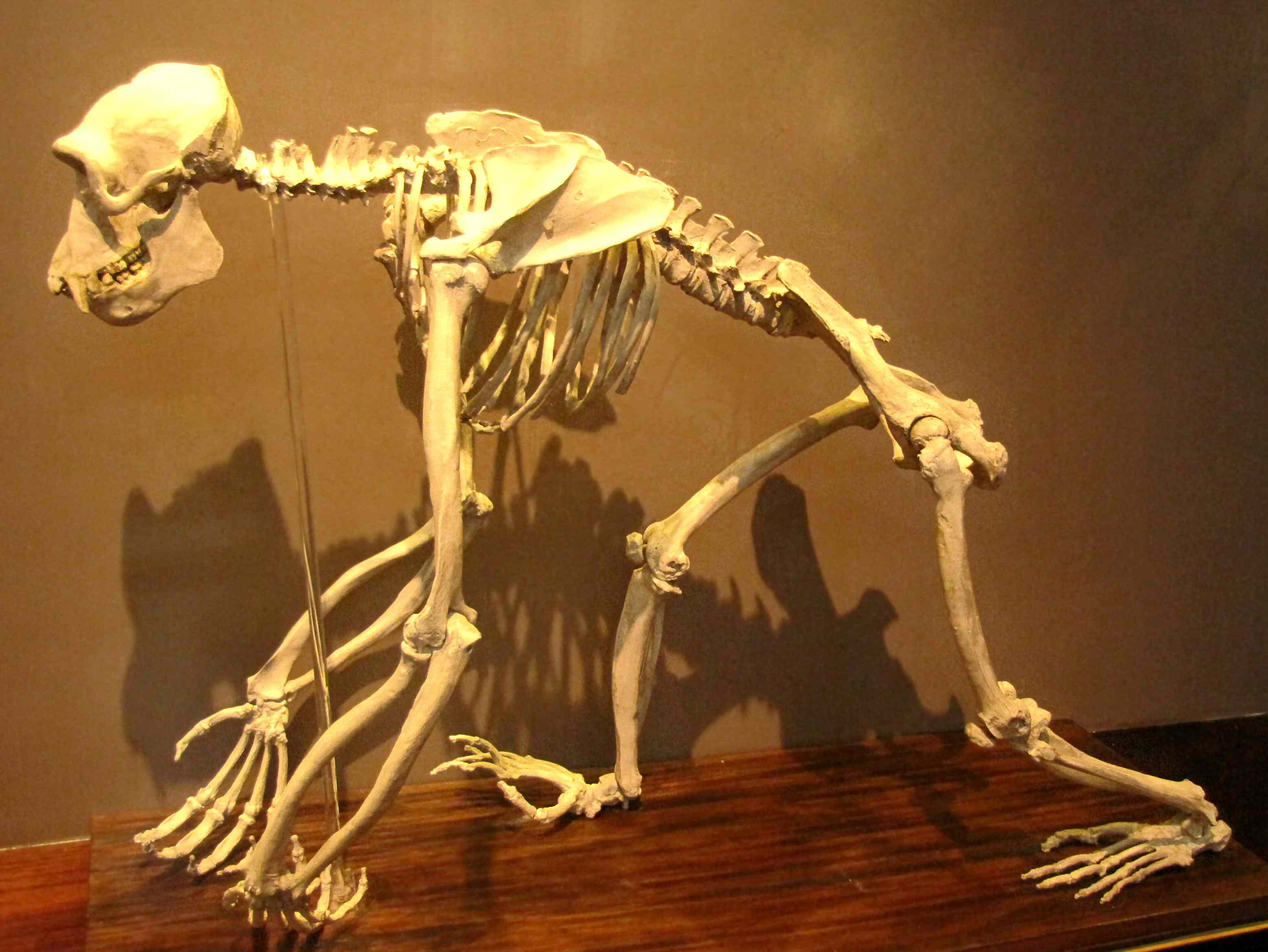
骨格
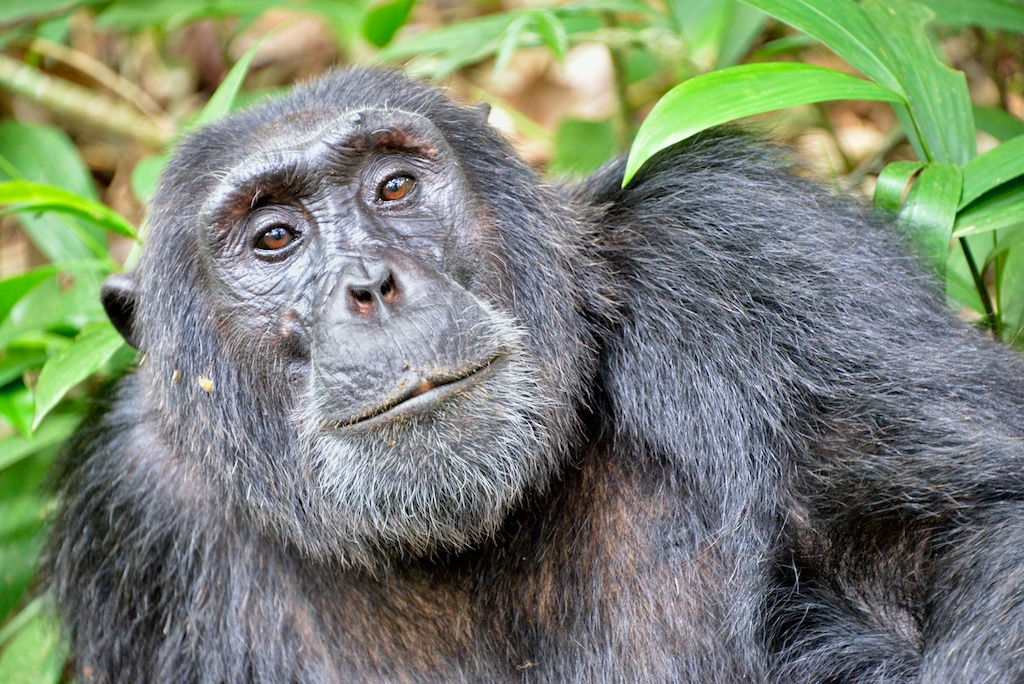
頭部
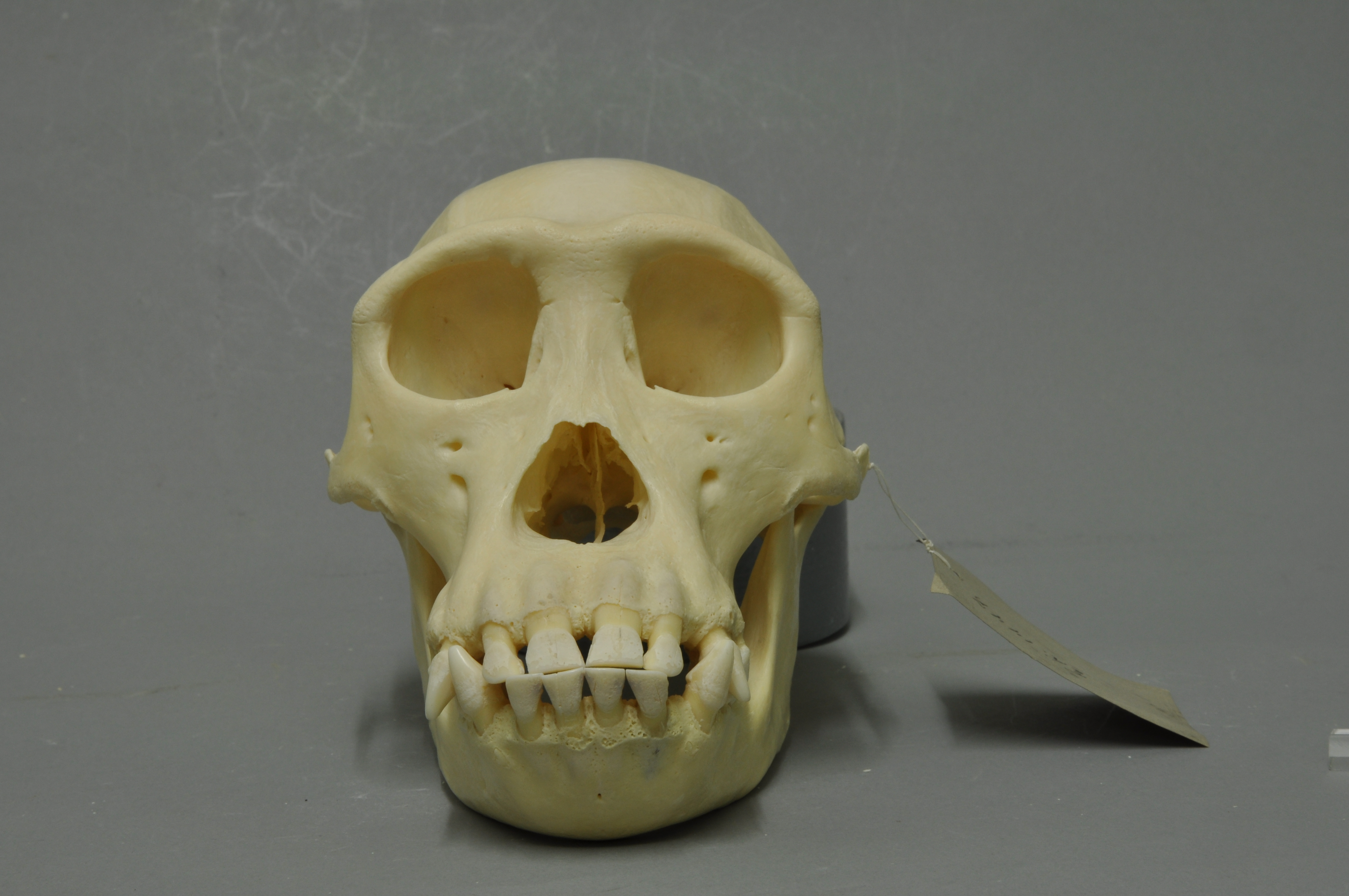
頭骨（正面）
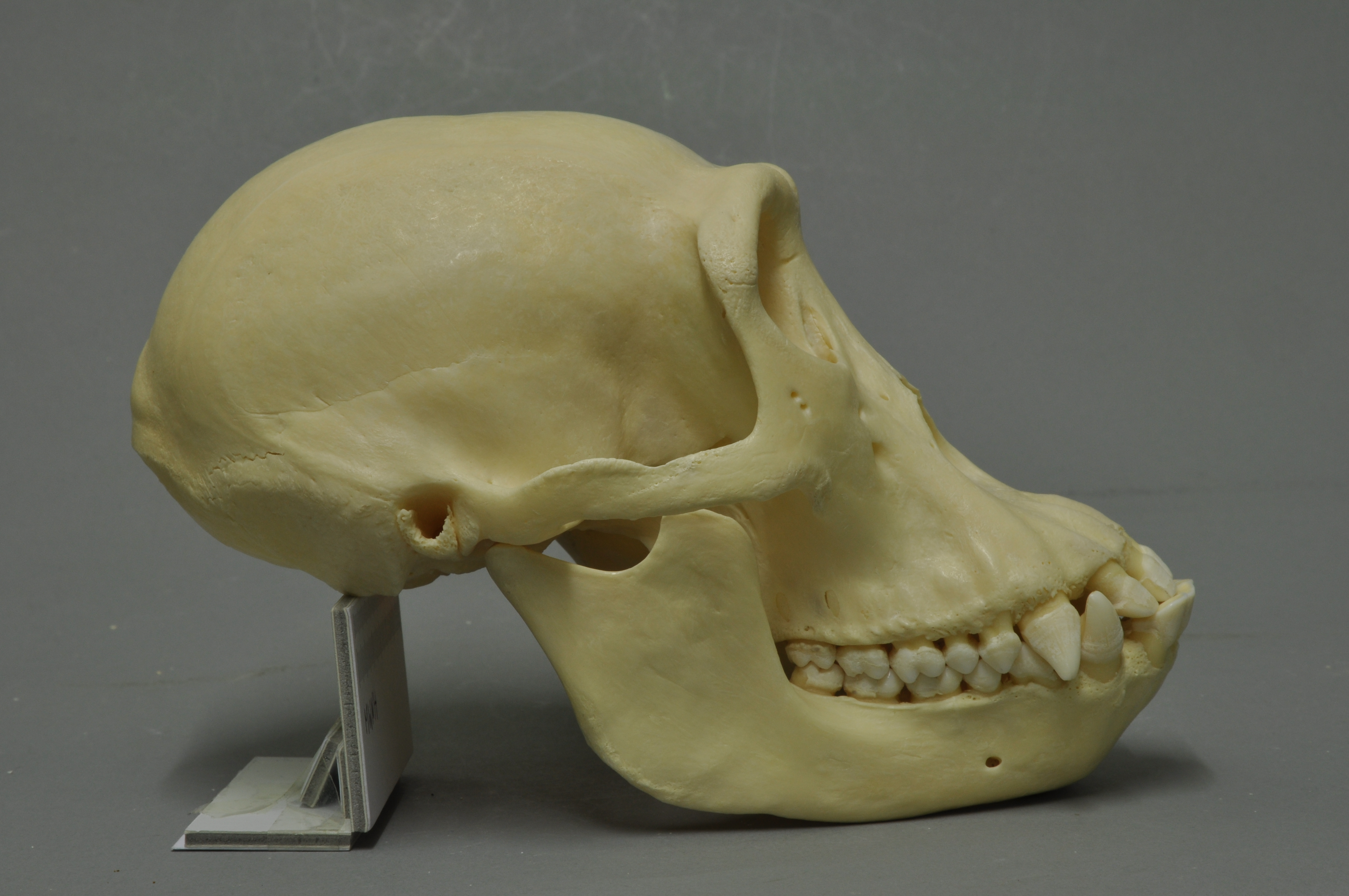
頭骨（側面）
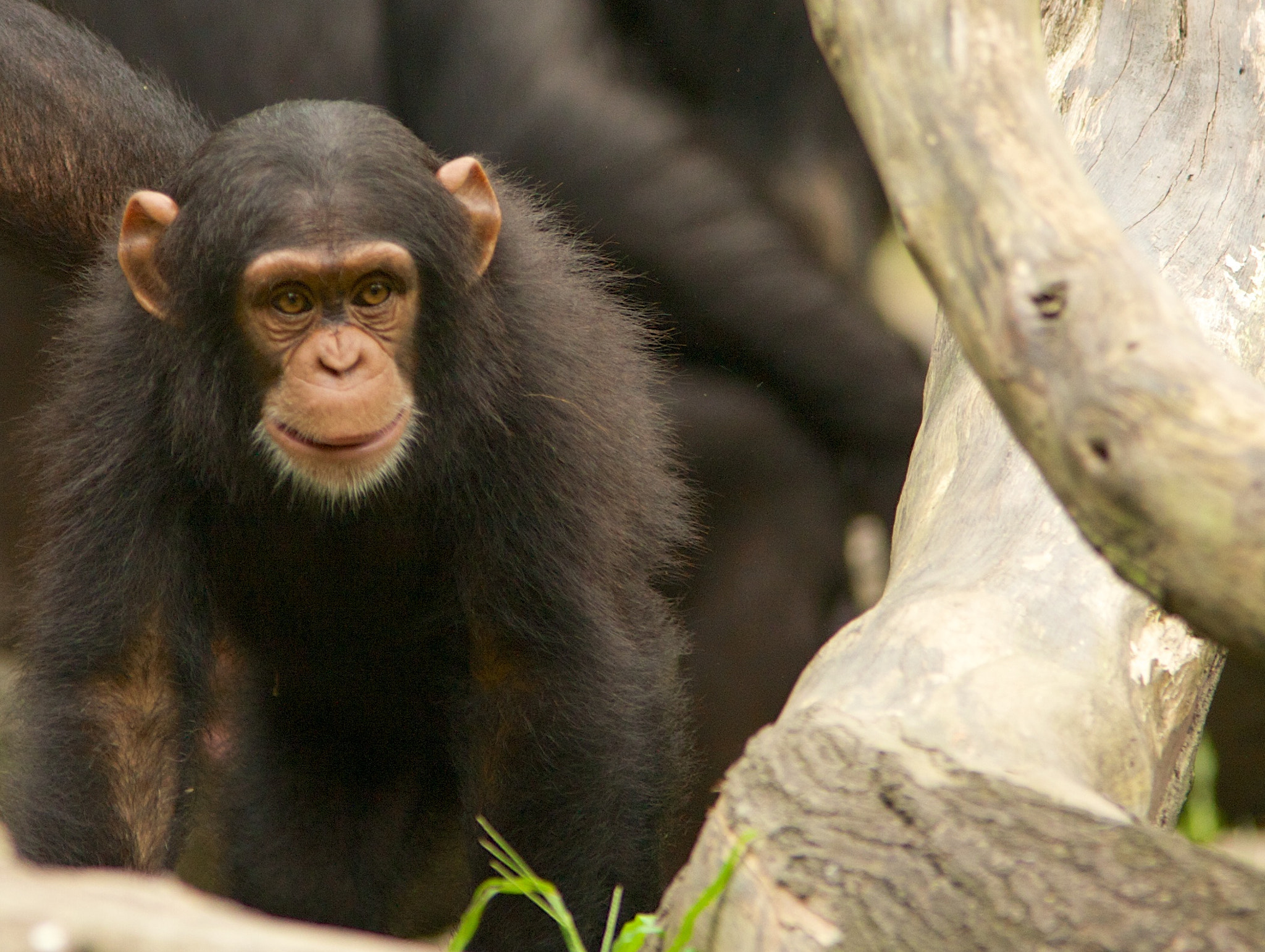
幼獣
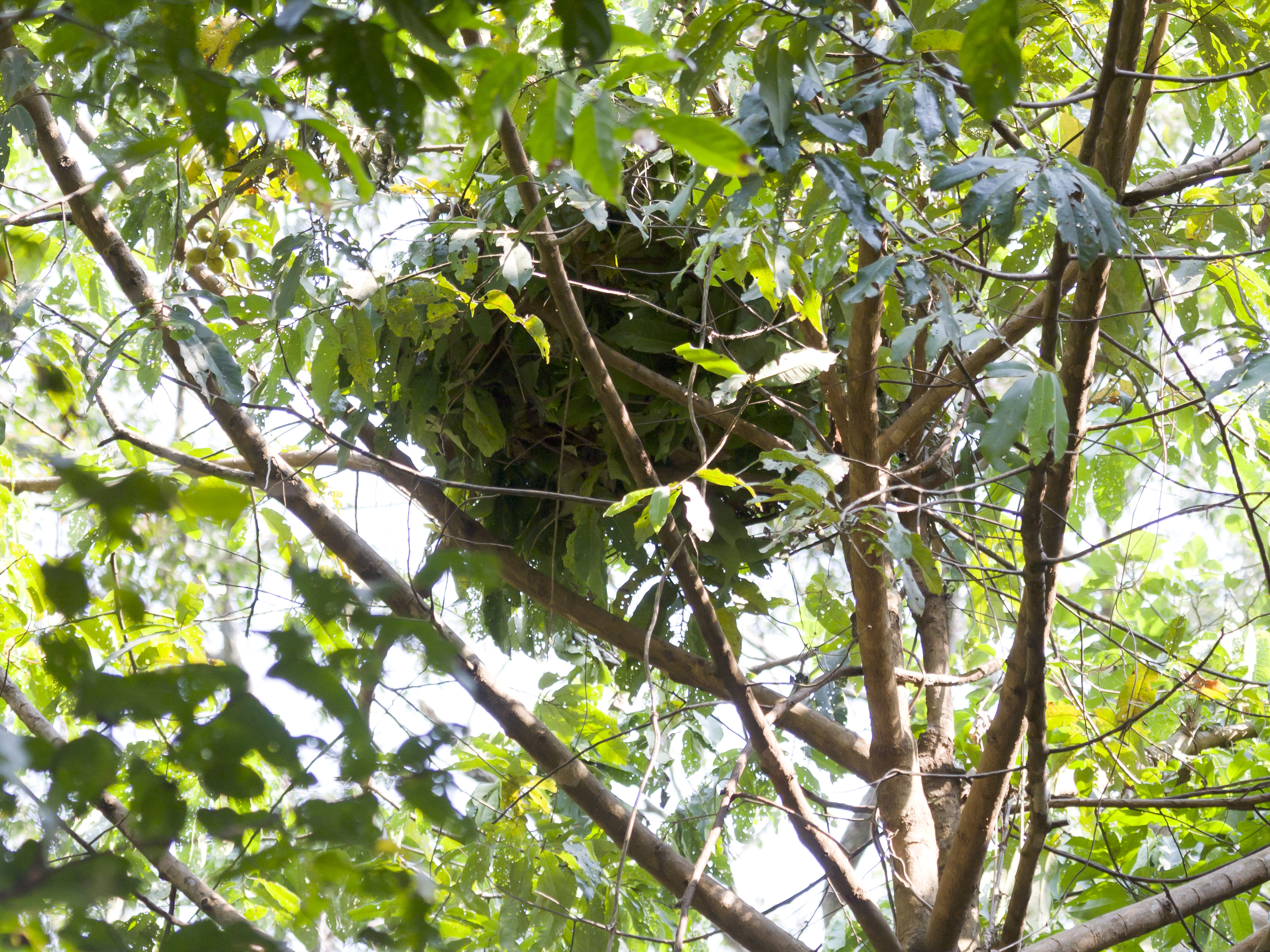
樹上にある寝床